# (73075) 2002 GL4
2002 جي أل 4 (ويعرف أيضًا باسم (73075) 2002 جي أل 4 وفق تسمية الكوكب الصغير) (بالإنجليزية: 2002 GL4)‏ هو كويكب ضمن حزام الكويكبات؛ وترتيبه 73075 من حيث الاكتشاف.
اكتُشف هذا الجُرم الفلكي بواسطة بحث لنكولن عن الكويكبات القريبة من الأرض في 9 أبريل 2002.

## وصلات خارجية
- (73075) 2002 GL4 في قاعدة بيانات مختبر الدفع النفاث لأجرام النظام الشمسي الصغيرة

- الاكتشاف · مخطط المدار ·  العناصر المدارية · المعلمات المادية

- (73075) 2002 GL4 على موقع ويكي سكاي: DSS2, SDSS, GALEX, IRAS, Hydrogen α, X-Ray, Astrophoto, Sky Map, Articles and images